# Bedsted Kirke (Thy)
|  | Denne artikel omhandler Bedsted Kirke i Thy, Thisted Kommune. Der er også en anden kirke med dette navn: Bedsted Kirke (Tønder Kommune) i byen Bedsted (Sønderjylland) i Tønder Kommune i Sønderjylland. |
Bedsted Kirke er kirken i Bedsted Sogn i Sydthy Provsti (Aalborg Stift). Kirken og sognet ligger i Thisted Kommune.
Bedsted Kirke ligger 'ude på landet', på Præstegårdsvænget (ved Dalgårdsvej), nord for Gammel Bedsted ('Gammel Kirkeby'), og 1½ – 2 kilometer fra centrum af Bedsted by (Bedsted Stationsby), sognets hovedby.
Stednavnet Bedsted kan også skrives som Bested, uden det første d. Stavemåden Bested har været brugt for kirken, og det er under navnet Bested Kirke at nogle af oplysningerne om Bedsted Kirke kan findes i litteraturen og på internettet.
Dette gælder for værket "Danmarks Kirker" (udgivet af Nationalmuseet), hvor XII, Tisted Amt, i 2 bind er udgivet i årene 1940-42. Her er Bested Kirke beskrevet i bind 1 side 556 – 570.
Ligeledes bruges stavemåden Bested Kirke i Weilbachs Kunstnerleksikon, 3. udgave, 1947-52. Her oplyses at maleren Anders Eskesen Gundal i 1710 genopmalede altertavlen fra 1638 i Bested Kirke. (Anders Gundal og hans arbejde er nærmere beskrevet i 4. udgave af Weilbachs Kunstnerleksikon, 1994, jf. Kunstindeks Danmark).
En del af Bedsted Kirkes historie er knyttet til herregården Tandrup.

## Eksterne kilder og henvisninger
- Wikimedia Commons har flere filer relateret til Bedsted Kirke (Thy)
- Bedsted Kirke i bogværket Danmarks Kirker (udg. af Nationalmuseet)
- 2 sider fra "Gravsten og epitafier i danske og skånske kirker": Bested og Bested2
- Om maleren Anders Gundal i Weilbachs Kunstnerleksikon, 1994
- Bedsted Kirke hos KortTilKirken.dk
- Sydthy provsti – Bedsted kirke